# Katarina östra kyrkogårdsgränd

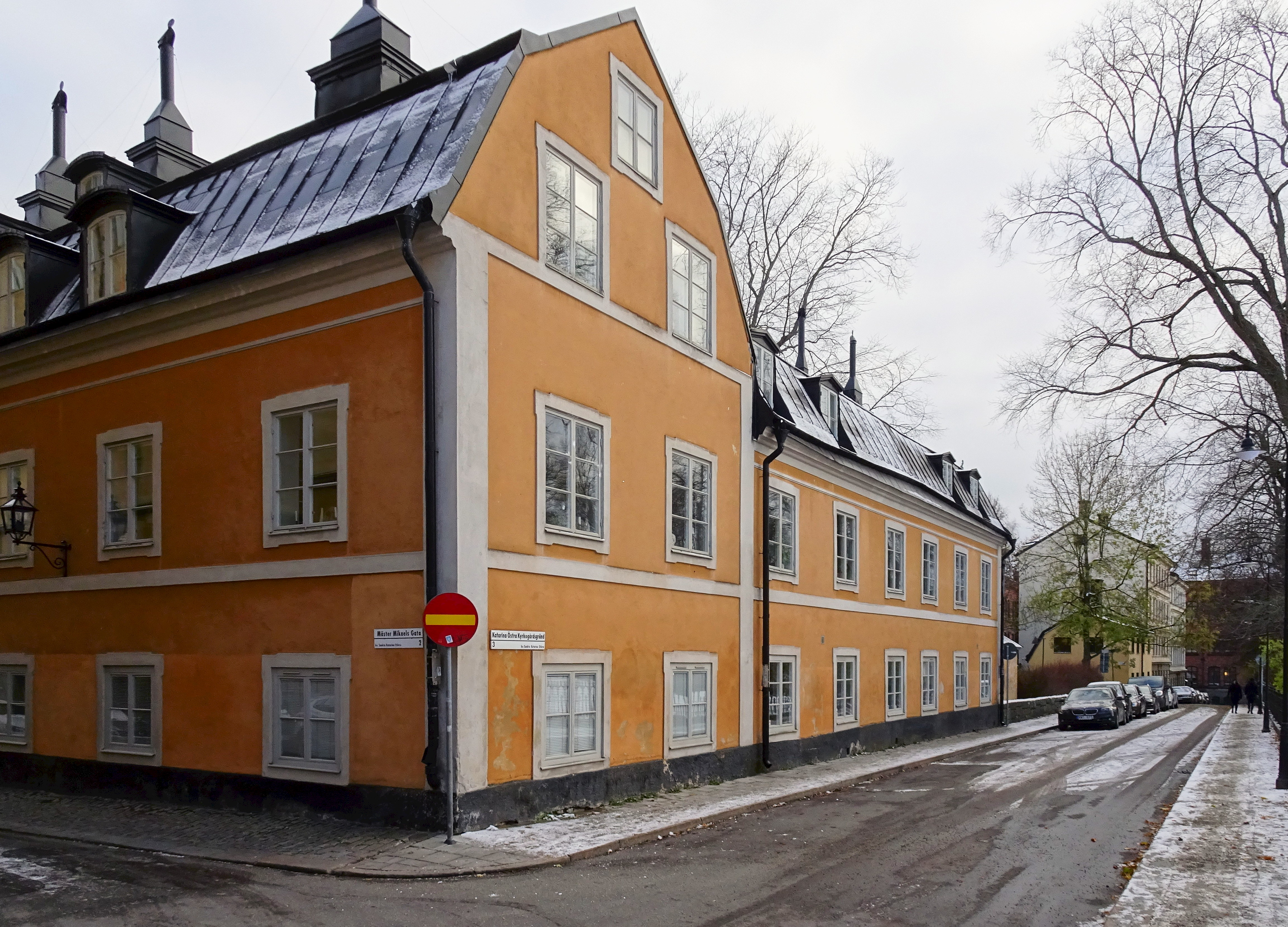
Katarina östra kyrkogårdsgränd söderut med Rutenbeckska gården, 2016.

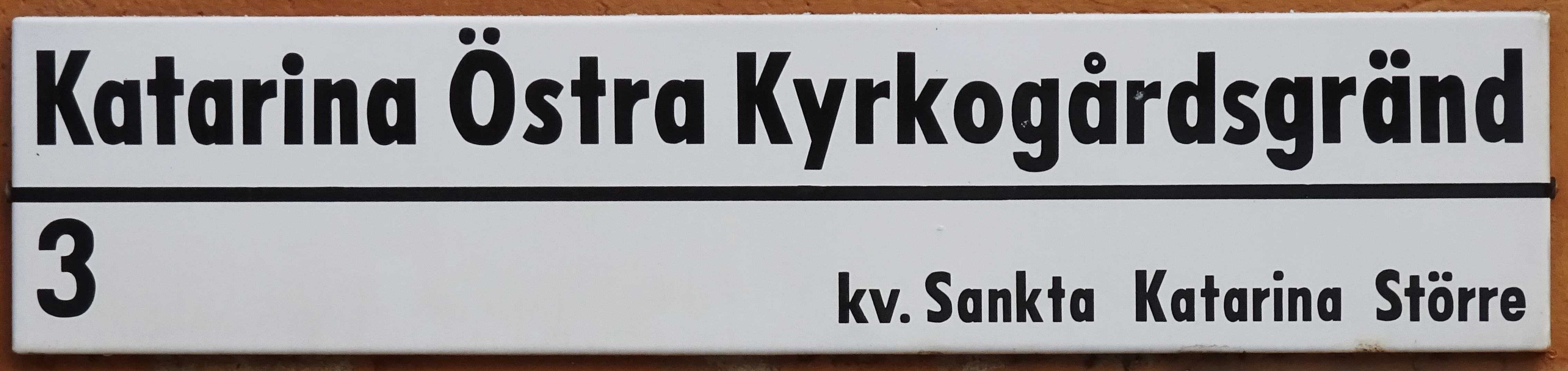
Stockholms längsta gatunamn tillsammans med Per Anders Fogelströms Terrass.

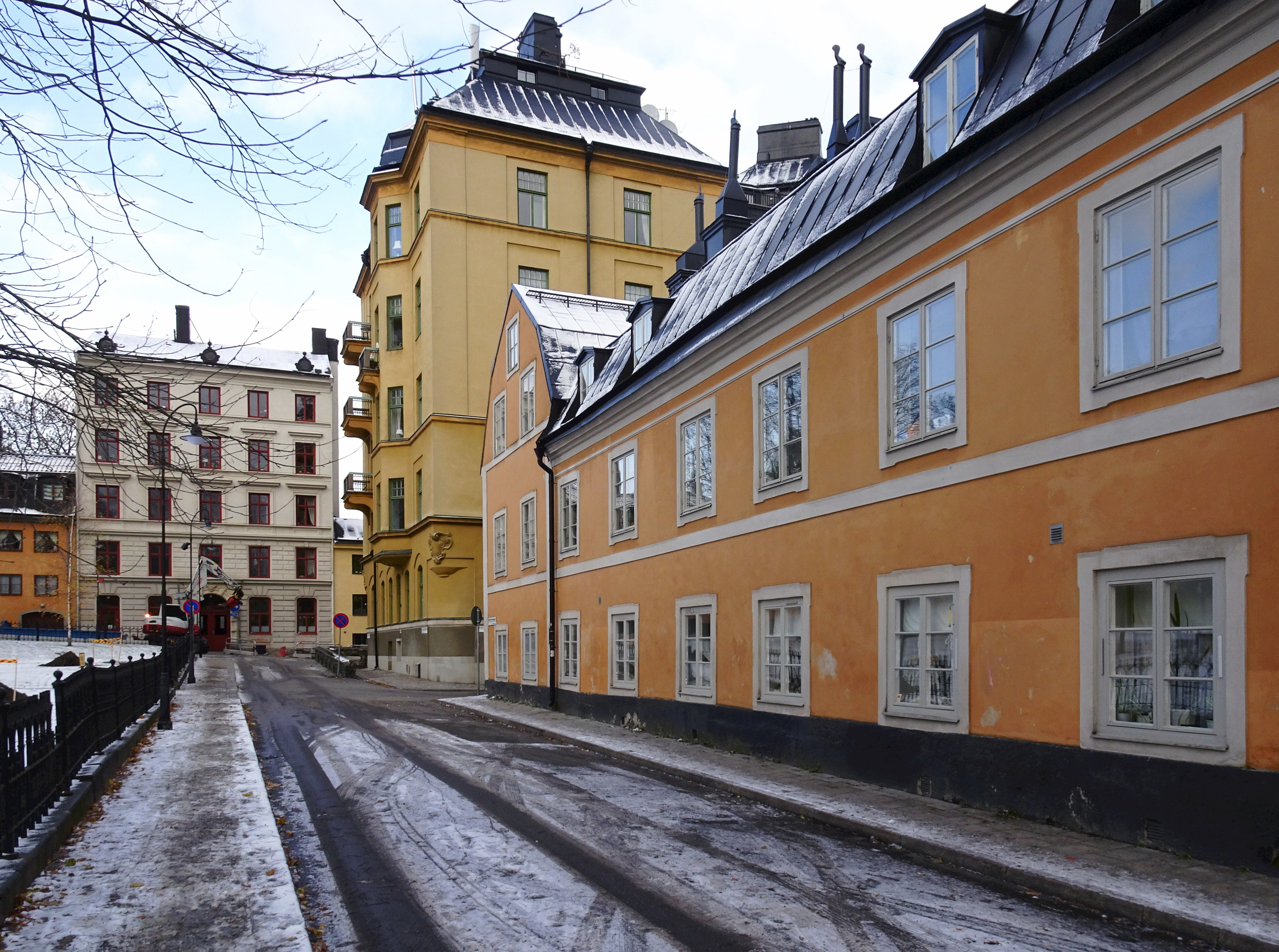
Katarina östra kyrkogårdsgränd norrut.

Katarina östra kyrkogårdsgränd är en gata på Södermalm i Stockholms innerstad. Gatan fick sitt nuvarande namn 1820. Gatunamnet, som inklusive mellanslag består av trettio tecken, är tillsammans med Per Anders Fogelströms Terrass, Stockholms längsta gatunamn.

## Läge
Gatan sträcker sig öster om Katarina kyrkas kyrkogård från Högbergsgatan i norr till Södermannagatan och Katarina norra skola i söder. Katarina östra kyrkogårdsgränd har sin pendang i Katarina västra kyrkogata som begränsar kyrkogården mot väster. Här ligger Katarina västra skola ritad av arkitekt Johan Fredrik Åbom och invigd 1856.

## Historik
Gatan har sitt namn efter Katarina kyrka, som gav upphov till flera gatunamn i kyrkans omgivning. Så kallades en del av dagens Högbergsgatan S:te Catharinæ gata (1664). I Holms tomtbok från 1674 heter gatan väster om kyrkan Kyrkiegatan och efter 1806 Katarina Västra Kyrkogatan. Nuvarande Mäster Mikaels gata och Fjällgatan hette 1674 S:ta Catharina Östre Kyrkiogatu som var då ett sammanhängande stråk utan avbrott genom Renstiernas gata. År 1806, samtidigt med att Katarina Västra Kyrkogatan fick ditt nuvarande namn, föreslogs att gatan öster om Kyrkan skulle heta Katarina Östra Kyrkogränd. Av okänd anledning förlängdes namnet 1820 till nuvarande.

## Byggnader vid gatan
- Nummer 5: Rutenbeckska gården
- Nummer 9-19: Katarina norra skola